# Strawn (Illinois)
Pour les articles homonymes, voir Strawn.
Strawn est un village du comté de Livingston dans l'Illinois, aux États-Unis,. Il est situé au sud du comté et incorporé le 10 novembre 1880. Le village est fondé le 6 juin 1873 par David Strawn, un pionnier.

## Démographie
Lors du recensement de 2010, le village comptait une population de 100 habitants. Elle est estimée, en 2016, à 96 habitants.

### Source de la traduction
- (en) Cet article est partiellement ou en totalité issu de l’article de Wikipédia en anglais intitulé « Strawn, Illinois » (voir la liste des auteurs).